# Zajam

Zajam je prijenos novca od jedne strane drugoj uz dogovor o povratu. Zajmoprimac određenog dana ili u više određenih dana mora vratiti zajmodavcu primljeni novac ili stvari iste po vrsti, kakvoći i količini, najčešće s kamatama.
Dokument koji dokazuje dug (npr. zadužnica) obično će navesti, između ostalog, glavnicu posuđenog novca, kamatnu stopu koju zajmodavac naplaćuje i datum otplate. Zajam uključuje preraspodjelu predmetne imovine na određeno vrijeme između zajmodavca i zajmoprimca.
Kamata daje poticaj zajmodavcu za uključivanje u zajam. U zakonskome zajmu, svaka od ovih obveza i ograničenja provodi se ugovorom, što također može zajmoprimca staviti pod dodatna ograničenja poznata kao uvjeti zajma. Iako se ovaj zajam obično odnosi na novčane zajmove, u praksi se može posuditi bilo koji materijalni predmet.
Davanje zajmova jedna je od glavnih djelatnosti financijskih institucija kao što su banke i kartičarske kuće. Za druge institucije, izdavanje dužničkih ugovora kao što su obveznice tipičan je izvor financiranja. Osnovni uvjeti za dobivanje zajma obično su: punoljetnost, državljanstvo i redovita primanja (plaća, mirovina i dr.)
Osigurani zajam oblik je duga u kojem zajmoprimac daje u zalog neku imovinu (npr. automobil, kuću) kao kolateral.
Hipotekarni zajam vrlo je uobičajena vrsta zajma koju mnogi pojedinci koriste za kupnju stambene ili poslovne nekretnine. Zajmodavac, obično financijska institucija, dobiva osiguranje – založno pravo na nekretninu – dok se hipoteka u cijelosti ne isplati. U slučaju stambenih zajmova, ako zajmoprimac ne otplati zajam, banka bi imala zakonsko pravo vratiti kuću u posjed i prodati je, kako bi povratila iznose koji joj duguju.